# VI Giochi della penisola del Sud-est asiatico
I VI Giochi della penisola del Sud-est asiatico si sono svolti a Kuala Lumpur (Malaysia) dal 11 al 18 dicembre 1971.

## Paesi partecipanti
Ai giochi hanno partecipato atleti provenienti da sette nazioni: Birmania, Repubblica Khmer, Laos, Malaysia, Singapore, Vietnam del Sud e Thailandia.

## Sport
Gli atleti hanno gareggiato nei seguenti sport: sport acquatici, atletica leggera, badminton, pallacanestro, pugilato, ciclismo, calcio, hockey su prato, judo, sepak takraw, tiro, tennis tavolo, tennis, pallavolo e sollevamento pesi.

## Medagliere
*   Paese ospitante
| Posiz. | Nazione         | Oro | Argento | Bronzo | Totale |
| ------ | --------------- | --- | ------- | ------ | ------ |
| 1      | Thailandia      | 44  | 27      | 38     | 109    |
| 2      | Malesia*        | 41  | 43      | 55     | 139    |
| 3      | Singapore       | 32  | 33      | 31     | 96     |
| 4      | Birmania        | 20  | 28      | 13     | 61     |
| 5      | Rep. Khmer      | 17  | 18      | 17     | 52     |
| 6      | Vietnam del Sud | 3   | 6       | 9      | 18     |
| 7      | Laos            | 0   | 1       | 4      | 5      |
| Totale | Totale          | 157 | 156     | 167    | 480    |